# Agnostoidea
Los agnostoideos (Agnostoidea) son una superfamilia de trilobites perteneciente al orden Agnostida.

## Morfología
El céfalon posee lóbulos glabelares basales dispuestos hacia delante sin una marcada estructura occipital. La anteroglabela tiene una anchura ligeramente inferior a la posteroglabela y está expandida hacia adelante (nunca hacia los laterales).
El tórax tiene la estructura típica del suborden Agnostina, con dos segmentos torácicos.
El pigidio es variable dentro de los límites de Agnostina. Si no carecen de ellos, suelen poseer dos segmentos anteriores, portando a veces un tubérculo en el segundo de ellos.